# Norvegia ai Giochi della XV Olimpiade
La Norvegia ha partecipato ai Giochi della XV Olimpiade, svoltisi ad Helsinki, dal 19 luglio al 3 agosto 1952,  
con una delegazione di 102 atleti, di cui 6 donne, impegnati in 14 discipline,
aggiudicandosi 3 medaglie d'oro e 2 medaglie d'argento.

## Medagliere

### Per discipline
| Sport  | Oro | Argento | Bronzo | Totale |
| ------ | --- | ------- | ------ | ------ |
| Tiro   | 2   | 0       | 0      | 2      |
| Vela   | 1   | 2       | 0      | 3      |
| Totale | 3   | 2       | 0      | 5      |

### Medaglie
| Medaglia | Atleta                                                            | Sport | Evento                          |
| -------- | ----------------------------------------------------------------- | ----- | ------------------------------- |
| Oro      | Erling Kongshaug                                                  | Tiro  | Carabina 50 metri tre posizioni |
| Oro      | John Larsen                                                       | Tiro  | Bersaglio mobile                |
| Oro      | Håkon Barfod Sigve Lie Thor Thorvaldsen                           | Vela  | Dragone                         |
| Argento  | Vibeke Lunde Børre Falkum-Hansen Peder Lunde Sr.                  | Vela  | 5,5 metri                       |
| Argento  | Carl Mortensen Erik Heiberg Finn Ferner Johan Ferner Tor Arneberg | Vela  | 6 metri                         |

## Risultati

### Calcio
| Atleta | Classifica |                     |
| --- | --- | ------------------- |
| V · D · M Nazionale olimpica norvegese · Calcio ai Giochi Olimpici Estivi 1952 1 A. Hansen · 2 Holmberg · 3 Karlsen · 4 Olsen · 5 Svenssen · 6 Spydevold · 7 Hvidsten · 8 Thoresen · 9 Sørensen · 10 Johannessen · 11 Dahlen · 12 Blohm · 13 O. Hansen · 14 Henriksen · 15 Nilsen · 16 Pedersen · 17 Ødegaard · 18 Jevne · 19 Kristiansen · 20 Orre · CT : Soo | 9° |                     |
| Nazionale olimpica norvegese · Calcio ai Giochi Olimpici Estivi 1952 | |                     |
| 1 A. Hansen · 2 Holmberg · 3 Karlsen · 4 Olsen · 5 Svenssen · 6 Spydevold · 7 Hvidsten · 8 Thoresen · 9 Sørensen · 10 Johannessen · 11 Dahlen · 12 Blohm · 13 O. Hansen · 14 Henriksen · 15 Nilsen · 16 Pedersen · 17 Ødegaard · 18 Jevne · 19 Kristiansen · 20 Orre · CT: Soo                                                                                 | 1 A. Hansen · 2 Holmberg · 3 Karlsen · 4 Olsen · 5 Svenssen · 6 Spydevold · 7 Hvidsten · 8 Thoresen · 9 Sørensen · 10 Johannessen · 11 Dahlen · 12 Blohm · 13 O. Hansen · 14 Henriksen · 15 Nilsen · 16 Pedersen · 17 Ødegaard · 18 Jevne · 19 Kristiansen · 20 Orre · CT: Soo | Norvegia (bandiera) |